# The Road Back
The Road Back è un film del 1937 diretto da James Whale e interpretato da John King, Richard Cromwell e Slim Summerville.
Rappresenta il sequel di All'ovest niente di nuovo, diretto da Lewis Milestone nel 1930, e come il precedente è tratto da un romanzo di Erich Maria Remarque, edito in Italia nel 1932 con il titolo La via del ritorno.
Slim Summerville riprende qui il ruolo del soldato Tjaden già interpretato nel film di Milestone.

## Trama
Alla fine della prima guerra mondiale, un gruppo di soldati tedeschi tenta di riadattarsi alla vita civile. Tornati al villaggio natio, incompresi ed emarginati dallo stesso Paese che li aveva spinti in battaglia, scoprono che la "normalità" che avevano sognato è diventata una chimera irrealizzabile. Tjaden si ritrova impegnato a respingere i rivoltosi che chiedono cibo in un negozio di proprietà del sindaco della città, mentre Weil diventa un attivista politico e finisce ucciso dalle truppe guidate dal suo ex comandante, il capitano von Hagen. Albert scopre che la sua fidanzata ha sposato un altro, un uomo che ha evitato la guerra ma che ha trovato il modo di trarne profitto, e in un impeto di rabbia uccide il rivale. Al processo, i compagni di Albert cercano di giustificarlo attribuendo la responsabilità al governo, reo di avergli insegnato a uccidere. Ognuno di loro realizza infine che è impossibile condividere con chi è rimasto l'orrore vissuto in guerra.

## Produzione
Le riprese vennero effettuate negli Universal Studios di Los Angeles a partire dal 27 gennaio 1937, con un budget di 770000 $ e con circa due mesi di lavorazione previsti. Le forti piogge e altri ritardi portarono a sforare il programma e quando le riprese terminarono il 21 aprile, dopo 73 giorni, i costi furono di oltre un milione di dollari.
Dopo l'uscita nelle sale, il film fu ritirato dalla Universal in seguito alle pressioni esercitate dalla Germania. La prospettiva che Remarque aveva dato al romanzo, e che James Whale avrebbe voluto conservare nel film, fu ritenuta fortemente anti-nazista e i funzionari del regime intimarono di eliminare il materiale ritenuto "critico" minacciando di affondarne la distribuzione europea.
Secondo quanto riportato dalla rivista BoxOffice, il console tedesco Georg Gyssling inviò una lettera di avvertimento a tutti i membri del cast e della troupe affermando che se qualcosa di dannoso fosse emerso, non solo il film sarebbe stato vietato in Germania ma lo sarebbero stati tutti i film, passati e futuri, interpretati dagli attori coinvolti. Furono imposti ventuno tagli per rendere il film "gradito" al governo tedesco e lo sceneggiatore Charles Kenyon ricevette l'ordine di inserire elementi di commedia che Whale trovò inadatte. Il regista abbandonò il progetto e fu sostituito da Edward Sloman, con Charles Maynard come nuovo montatore.
Il film venne quindi ridistribuito nelle sale nel 1939, in una versione pesantemente modificata.

### Il cast
The Road Back segnò il debutto cinematografico di John Emery, noto fino ad allora come attore teatrale, che interpreta il ruolo del Capitano von Hagen.
Secondo un articolo apparso sull'Hollywood Reporter, l'attrice Jean Rogers sostenne un provino per uno dei ruoli femminili principali.
Tra i numerosi attori non accreditati figurano Lane Chandler, Edward Van Sloan, Francis Ford, Dwight Frye, Sigrid Gurie, Paul Panzer, i britannici E. E. Clive, Harry Cording e l'attore e regista Edward LeSaint.

## Distribuzione
Il film fu distribuito negli Stati Uniti dal 1º giugno 1937. Nel 1939, a seguito dei tagli effettuati su pressione della Germania nazista, fu nuovamente distribuito in una versione che è rimasta l'ultima circolante per molti decenni.

### Date di uscita
- USA (The Road Back) - 1º giugno 1937
- Svezia (Vägen tillbaka) - 15 novembre 1937
- Francia (Après) - 8 gennaio 1938
- Danimarca (Tiden der fulgte) - 20 gennaio 1938
- Paesi Bassi (De weg terug) - 25 febbraio 1938
- Finlandia (Paluutie) - 26 febbraio 1939
- Portogallo (Após a Derrota) - 5 giugno 1946

### Versione originale restaurata
La versione originale di James Whale, conservata dalla Biblioteca del Congresso statunitense e restaurata da NBCUniversal, UCLA Film & Television Archive e la Film Foundation di Martin Scorsese, è stata proiettata il 16 febbraio 2016 alla 66ª edizione del Festival di Berlino e il 27 giugno 2017 nella rassegna Il Cinema Ritrovato di Bologna.

## Accoglienza
Il film registrò un modesto successo al box office e ottenne recensioni negative da parte della critica.
La rivista Variety, pur giudicando "eccellente" la regia di Whale, parlò di «una sceneggiatura debole, priva di un forte finale», mentre l'Harrison's Reports scrisse che i produttori «avrebbero dovuto creare un racconto drammatico e commovente della situazione dei protagonisti... Invece di soffermarsi sulle loro difficoltà e suscitare la simpatia del pubblico, i produttori hanno ritenuto opportuno sottolineare gli aspetti della commedia, in modo tale da indebolire la qualità drammatica del film».
Su The New Yorker, John Mosher considerò troppo impegnativo adattare il romanzo per lo schermo e gli elementi da commedia "confusionari, quasi imbarazzanti", pur dando a Whale il merito di aver gestito "con tatto" alcune delle difficoltà del film.
Frank S. Nugent del New York Times definì il film «un'approssimazione del romanzo, toccato occasionalmente dal desolato spirito dell'autore. Per lo più segue lo stile hollywoodiano, enfatizzando la commedia, il melodramma piuttosto che il dramma, giungendo ad un finale sconcertante e inconcludente ... È doloroso assistere alla mutilazione di un grande tema».